# Петруш Шагманов
Петруш Шагманов е български общественик от Македония.

## Биография
Петруш Шагманов е роден в 1851 година в град Скопие, тогава в Османската империя. Роднина е на Натанаил Охридски. Шагманов е член на Българската черковна община в родния си град в 1873 година. В 1917 година подписва Мемоара на българи от Македония от 27 декември 1917 година.